# Brachytarsophrys popei
Espèce
Brachytarsophrys popei est une espèce d'amphibiens de la famille des Megophryidae.

## Répartition
Cette espèce est endémique de la république populaire de Chine. Elle se rencontre entre 900 et 1 300 m d'altitude dans les provinces du Jiangxi, du Hunan et du Guangdong.

## Description
Les 13 spécimens adultes mâles observés lors de la description originale mesurent entre 70,7 mm et 83,5 mm de longueur standard et le spécimen adulte femelle observé lors de la description originale mesure 86,2 mm de longueur standard.

## Étymologie
Cette espèce est nommée en l'honneur de Clifford Hillhouse Pope.

## Publication originale
- Zhao, Yang, Chen, Chen & Wang, 2014 : Description of a new species of the genus Brachytarsophrys Tian and Hu, 1983 (Amphibia: Anura: Megophryidae) from southern China based on molecular and morphological data. Asian Herpetological Research, vol. 5, p. 150–160.